# 小瓣金花茶
小瓣金花茶（学名：Camellia parvipetala）为山茶科山茶属的植物。分布于中国大陆的广西等地，目前尚未由人工引种栽培。此金花茶为金花茶界中最稀有及珍贵品种。